# Besruky (Charkiw)
Besruky (ukrainisch Безруки; russisch Безруки Besruki) ist ein Dorf im Norden der ukrainischen Oblast Charkiw mit etwa 2400 Einwohnern (2001).

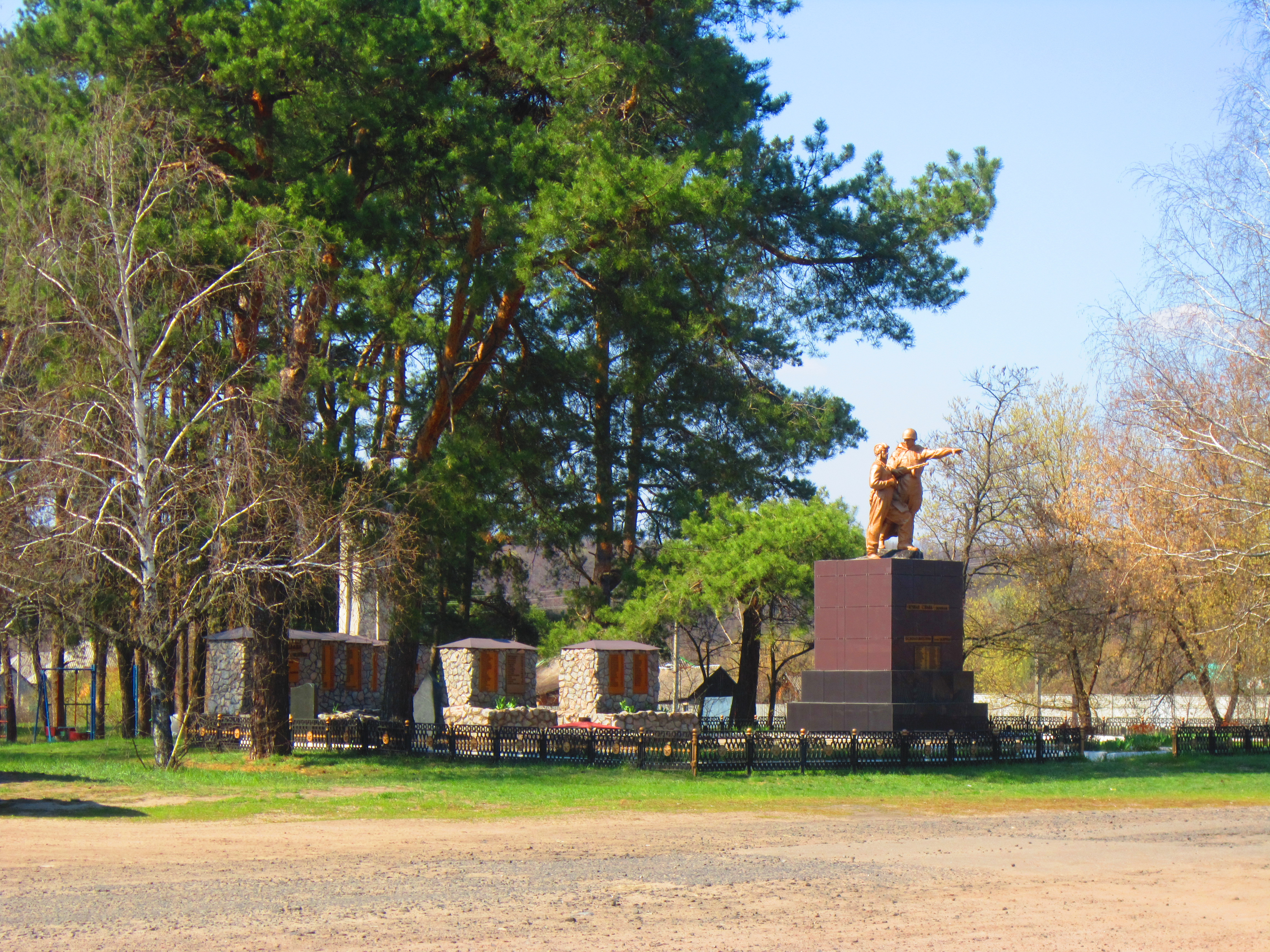
Kriegsgräberstätte in Besruky

Das 1695 gegründete Dorf liegt auf einer Höhe von 118 m am Ufer des Lopan, einem 96 km langen, linken Nebenfluss des Udy, 9 km nördlich vom ehemaligen Rajonzentrum Derhatschi und 25 km nordwestlich vom Oblastzentrum Charkiw.
Südwestlich vom Dorf verläuft die Territorialstraße T–21–03 und im Osten der Ortschaft verläuft die Territorialstraße T–21–17.
Besruky besitzt eine Bahnstation an der Eisenbahnstrecke Charkiw–Belgorod (Russland).
Am 12. Juni 2020 wurde das Dorf ein Teil der neu gegründeten Stadtgemeinde Derhatschi im Rajon Derhatschi; bis dahin bildete es zusammen mit dem Dorf Leschtschenky (Лещенки) die Landratsgemeinde Besruky (Безруківська сільська рада/Besrukiwska silska rada) im Zentrum des Rajons Derhatschi.
Am 17. Juli 2020 kam es im Zuge einer großen Rajonsreform zum Anschluss des Rajonsgebietes an den Rajon Charkiw.